# 옵아트

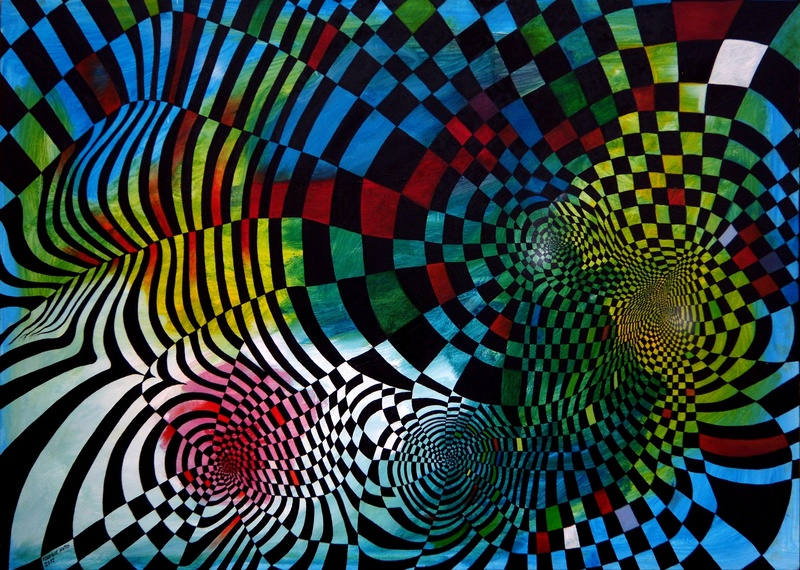
옵 아트

옵 아트(Optical Art)는 기하학적 형태와 미묘한 색채관계, 원근법 등을 이용하여 사람의 눈에 착시를 일으켜 환상을 보이게 하는 과학적 예술 종류로 구성주의적 추상미술과는 달리 사상이나 정서와는 무관하게 원근법상의 착시나 색채의 장력(張力)을 통하여 순수한 시각상의 효과를 추구한다. 옵아트는 빛·색·형태를 통하여 평면적 그림이 아닌 역동적인 입체를 보여준다. 그리고 옵 아트는 옵 티컬아트의 약자이다. 즉, 시각적인 미술의 약자인 것이다. 그러나 기존의 예술과는 달리 지나치게 지적이고 조직적이며 차가운 느낌을 주고, 사상이나 정서를 벗어나 착시와 색채의 변화 등의 과학적 요소를 기본으로 하므로 자연과학에 더 가까운 예술이다. 옵아트는 당시 디자인계나 패션계에 영향을 끼쳤으나 사고와 정서를 배제한 계산된 예술로서 일반 대중으로부터 지지를 받지는 못했다 :)
옵아트는 시각적인 예술을 뜻하며 특히 착시에 의해 시각적 효과가 나타나는 작품을 가리키기 때문에 키네틱 아트와도 관련된다. 앨버스, 빅터 바자렐리(Victor Vasarely, 1906~1997)를 선구로 하고 대표 작가로는 라일리, 세질리, 아누스키위츠(Richard Anuszkiewicz, 1930∼ ), 아감 등이 있다. 1965년의 '감응하는 눈(眼) 전(展)'(윌리엄 세이츠 William C.Seitz 기획, 뉴욕 근대미술관)에 의하여 알려지게 되었다.

## 같이 보기
- 키네틱 아트
- 불가능한 물체
- 마우리츠 코르넬리스 에셔
- 착시
- 지각 (심리학)